# Guerra slovacco-ungherese
La guerra slovacco-ungherese, nota anche con il nome di piccola guerra (in slovacco Malá vojna, in ungherese Kis háború), venne combattuta tra il 23 e il 26 marzo 1939 nell'odierna Slovacchia orientale, e vide contrapporsi le forze armate del Regno d'Ungheria a quelle della neo-indipendente Repubblica Slovacca.
Il conflitto si originò dal processo disgregativo della Prima Repubblica cecoslovacca, innescato nel settembre 1938 dalla stipula degli accordi di Monaco. Dopo aver acquisito il controllo di un'ampia fascia di territori nella Slovacchia meridionale grazie al primo arbitrato di Vienna del novembre 1938, il Regno d'Ungheria lanciò il 15 marzo 1939 un'invasione della regione della Rutenia subcarpatica approfittando della contestuale occupazione tedesca della Terre ceche, atto che portò alla dissoluzione della Cecoslovacchia stessa. Completata l'occupazione della Rutenia il 18 marzo, le forze ungheresi si volsero quindi contro la Slovacchia, che il 14 marzo aveva proclamato la sua secessione dalla Cecoslovacchia, al fine di estorcerle ulteriori concessioni territoriali.
La guerra si aprì con un'avanzata ungherese lungo tutta l'estensione del vecchio confine tra Rutenia e Slovacchia; gli slovacchi stavano ancora tentando di costituire le proprie forze militari nel caos generale seguito alla loro proclamazione di indipendenza, ma nonostante varie difficoltà riuscirono a opporre una resistenza armata agli ungheresi e a fermare la loro avanzata. La Germania nazista, assurta a potenza protettrice della Slovacchia, impose un cessate il fuoco dopo tre giorni di combattimenti; il successivo accordo sui confini del 31 marzo 1939 ratificò in pratica l'occupazione da parte dell'Ungheria di una fascia di territorio nella Slovacchia orientale attorno alle città di Stakčín e Sobrance.

## Antefatti

### Lo smembramento della Cecoslovacchia

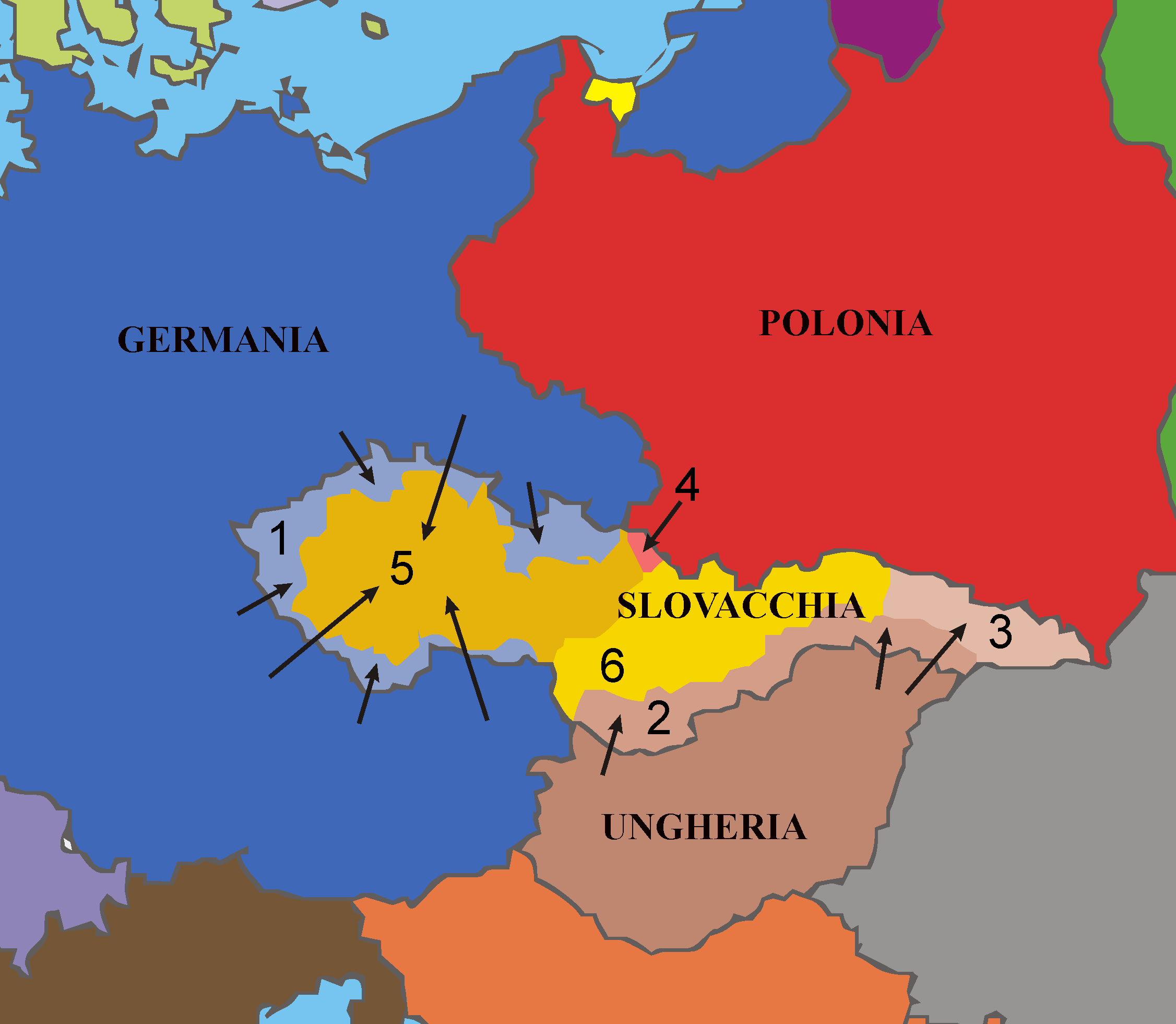
Carta raffigurante il progressivo smembramento della Cecoslovacchia:
1. Ottobre 1938, annessione del Sudetenland da parte della Germania.
2. Novembre 1938, con il primo arbitrato di Vienna l'Ungheria annette i territori a maggioranza ungherese nella Slovacchia meridionale.
3. Marzo 1939, l'Ungheria annette l'Ucraina carpatica, che si era appena dichiarata indipendente.
4. Ottobre 1938, la Polonia annette Těšín e la Zaolzie, zone a maggioranza di lingua polacca.
5. Marzo 1939, la Germania occupa i territori di lingua ceca, trasformati nel Protettorato di Boemia e Moravia.
6. Marzo 1939, la Slovacchia proclama l'indipendenza e diviene uno Stato autoritario satellite della Germania nazista.

La stipula dell'accordo di Monaco il 30 settembre 1938 tra Germania, Italia, Francia e Regno Unito aprì alla dissoluzione della Prima Repubblica cecoslovacca. Il governo di Praga dovette piegarsi alla cessione a favore della Germania della vasta regione del Sudetenland, perdendo buona parte delle sue moderne fortificazioni di frontiera a occidente e ritrovandosi così militarmente esposto a nuove offensive tedesche. La crisi politica seguita alla passiva accettazione degli accordi portò a forti rivolgimenti interni a quanto restava dello Stato cecoslovacco, rendendolo vulnerabile alle spinte autonomiste, da tempo in atto, da parte dei suoi gruppi etnici costitutivi: la creazione di una "Seconda Repubblica cecoslovacca" nell'ottobre 1938 dovette quindi passare per la concessione di regimi di ampia autonomia per le regioni orientali della Slovacchia e della Rutenia subcarpatica, dotandole di propri governi competenti per buona parte delle questioni interne. Fondamentalmente abbandonato dai suoi tradizionali alleati anglo-francesi, il governo di Praga dovette aggrapparsi a quanto previsto dal protocollo aggiuntivo all'accordo di Monaco, secondo il quale le potenze firmatarie del patto avrebbero garantito l'integrità territoriale di quanto rimaneva della Cecoslovacchia a patto che quest'ultima raggiungesse accordi risolutivi per la definizione delle contese di frontiera con i suoi vicini orientali, la Repubblica di Polonia e il Regno d'Ungheria.
La definizione dei contenziosi territoriali tra Cecoslovacchia e Polonia fu rapidamente risolta: il 1º ottobre 1938 i cecoslovacchi acconsentirono a cedere ai polacchi la regione della Zaolzie, contesa con le armi tra i due Stati nel 1919 e abitata da una consistente minoranza etnica polacca. Più difficile si rivelò la definizione dei contenziosi tra Cecoslovacchia e Ungheria: se per molti secoli le Terre ceche avevano fatto parte dei domini della Monarchia asburgica, storicamente Slovacchia e Rutenia erano state invece ricomprese nelle "Terre della Corona di Santo Stefano" ed erano state perse dall'Ungheria a favore della neonata Cecoslovacchia per effetto del trattato del Trianon alla fine della prima guerra mondiale; il governo di Budapest ambiva di conseguenza a riguadagnare quanto più possibile di queste due regioni, popolate da consistenti minoranze ungheresi. Subito dopo l'occupazione tedesca del Sudetenland, e davanti ai rivolgimenti interni della Cecoslovacchia, gli ungheresi decisero di testare la capacità di resistenza dei cechi a un nuovo tentativo di modifica dei loro confini: il 5 ottobre circa 500 uomini della Rongyos Gárda, un gruppo paramilitare non ufficiale di irredentisti ungheresi, attraversarono il confine tra Ungheria e Rutenia e attaccarono la stazione ferroviaria di Borzsava uccidendo un civile; la reazione delle truppe cecoslovacche fu tuttavia rapida ed entro l'11 ottobre seguente gli ungheresi furono attaccati e sconfitti nei pressi di Berehove, lasciando sul terreno 80 morti e 400 prigionieri. Il governo cecoslovacco iniziò a trasferire un considerevole numero di truppe in Slovacchia, cui l'Ungheria aveva poco da opporre: l'esercito ungherese era ancora una forza relativamente piccola e scarsamente equipaggiata, visto che solo da pochi anni il governo di Budapest aveva ripudiato le limitazioni in ambito militare imposte dal trattato del Trianon e avviato un programma di riarmo. Il regime autoritario del reggente ungherese Miklós Horthy decise quindi di evitare una guerra aperta e di risolvere la disputa con i cecoslovacchi tramite negoziati diplomatici.
Le trattative tra ungheresi e cecoslovacchi iniziarono il 9 ottobre 1938 a Komárno: i delegati di Praga si dissero pronti a fare alcune concessioni territoriali a favore degli ungheresi, ma i rappresentanti di Budapest, potendo contare sulla solida alleanza con l'Italia fascista, avanzarono pretese molto più estese, comprendenti non solo la cessione immediata di un'ampia fascia di territori, ma anche l'indizione di plebisciti per la riannessione all'Ungheria della Slovacchia e della Rutenia. I negoziati proseguirono a fasi alterne fino al 29 ottobre, quando le due nazioni decisero di rimettere la risoluzione della questione a un arbitrato a opera delle potenze firmatarie dell'accordo di Monaco: francesi e britannici si dimostrarono non interessati alla questione, lasciando la definizione dell'accordo finale ai soli tedeschi e italiani. Il 2 novembre, nel corso del cosiddetto "primo arbitrato di Vienna", il ministro degli Esteri tedesco Joachim von Ribbentrop e il suo equivalente italiano Galeazzo Ciano stabilirono il nuovo confine tra Ungheria e Cecoslovacchia: gli ungheresi ottennero la cessione di un'area di circa 12103 chilometri quadrati sottratta alla Slovacchia meridionale e alla Rutenia sud-occidentale, abitata da circa 1060000 abitanti e comprendente diverse importanti città come Košice (la seconda città più popolosa della Slovacchia) e Užhorod (capoluogo della Rutenia). Le truppe ungheresi occuparono pacificamente la regione tra il 5 e il 10 novembre seguenti, per quanto nei mesi successivi si verificassero varie scaramucce armate lungo il nuovo confine.
I mesi successivi videro una prosecuzione del processo disgregativo della Cecoslovacchia, attivamente promosso dalla Germania. Berlino stava avviando i preparativi per la sua prossima mossa espansionistica, l'attacco alla Polonia, e la neutralizzazione definitiva della Cecoslovacchia avrebbe messo in sicurezza il fianco meridionale della Germania; il comando della Wehrmacht chiese inoltre di estendere il fronte di attacco alla Polonia includendo un nuovo asse di avanzata a partire dalle terre slovacche, rendendo molto più vantaggioso per il governo tedesco avere una Slovacchia come Stato fantoccio della Germania piuttosto che una Slovacchia completamente annessa all'Ungheria. Per compensare gli ungheresi, Berlino promise a Budapest che non si sarebbe opposta a una sua occupazione della Rutenia subcarpatica. Il 18 gennaio 1939 il Partito Popolare Slovacco di Hlinka, coalizione dei partiti autonomisti di ispirazione fascista, stravinse le elezioni per l'assemblea legislativa slovacca con il 98% dei voti; furono avviati negoziati con il governo centrale di Praga per la concessione di ulteriore autonomia e per una "slovacchizzazione" dei reparti dell'esercito stanziati nella regione, ma, forte dei suoi contatti con la Germania nazista, il primo ministro slovacco Jozef Tiso arrivò a proporre la costituzione di una Slovacchia indipendente nel corso di un discorso all'assemblea regionale il 22 febbraio. La situazione andò deteriorandosi rapidamente: dopo notizie circa la mobilitazione della milizia autonomista slovacca, la Guardia di Hlinka, il 9 marzo il presidente cecoslovacco Emil Hácha proclamò la legge marziale, inviò ulteriori truppe in Slovacchia ed esautorò Tiso dal suo incarico. Il 13 marzo Tiso si recò a Berlino per conferire con Adolf Hitler: allo slovacco fu detto esplicitamente che, se la Slovacchia non avesse immediatamente proclamato la secessione dal resto della Cecoslovacchia per porsi poi sotto la protezione dei tedeschi, la Germania si sarebbe disinteressata della questione e non si sarebbe opposta a un'invasione ungherese della regione.

### La genesi del conflitto

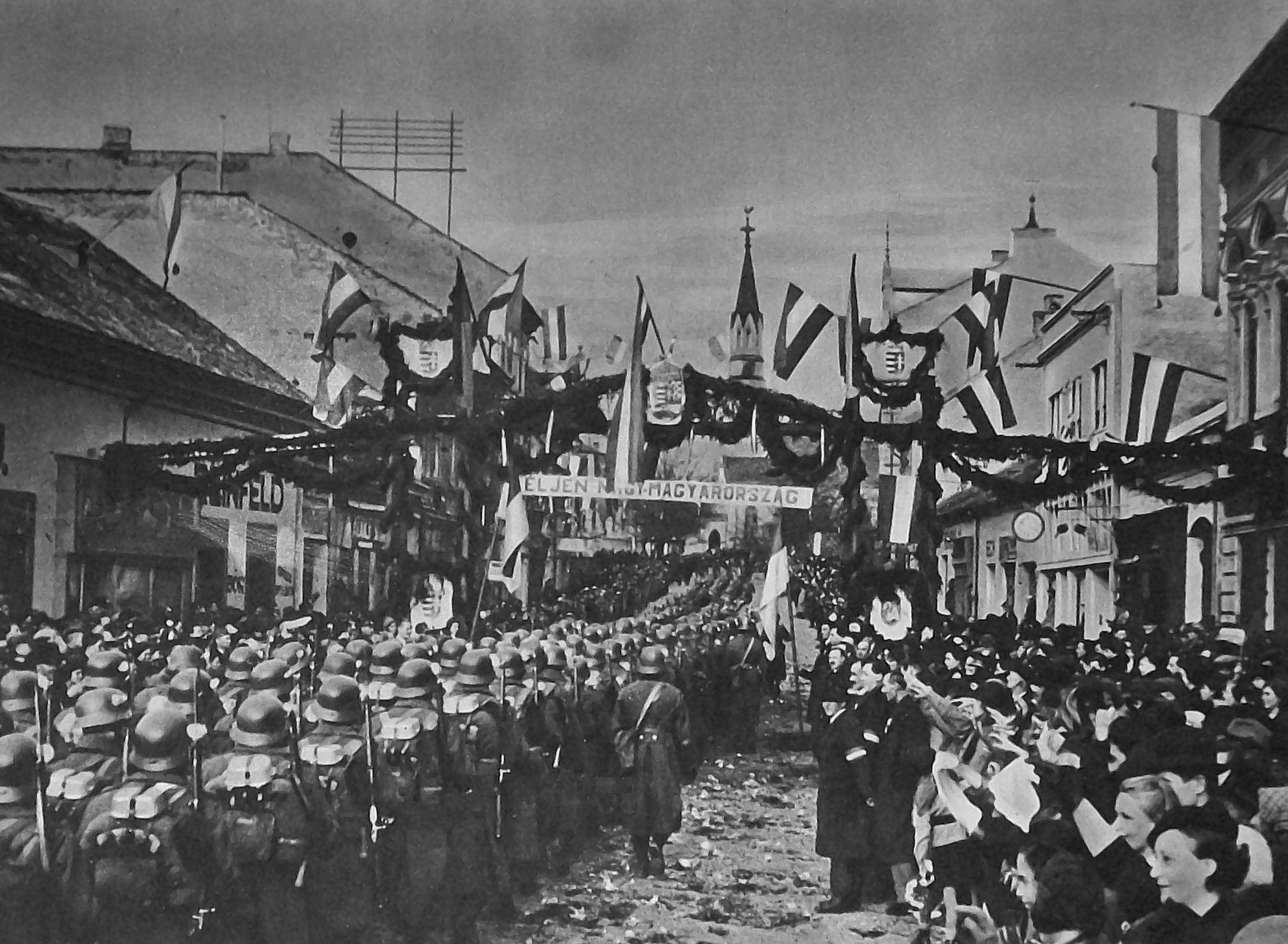
La popolazione locale accoglie l'ingresso delle truppe ungheresi a Lučenec, nella Slovacchia meridionale, il 10 novembre 1938

Il 14 marzo 1939 Tiso rientrò a Bratislava e riferì all'assemblea legislativa e al governo slovacco della proposta di Hitler; quello stesso 14 marzo i parlamentari slovacchi proclamarono quindi l'istituzione di una Repubblica Slovacca indipendente, nominando Tiso come suo nuovo primo ministro. La secessione della Slovacchia portò di fatto all'estinzione della Cecoslovacchia e, conseguentemente, alla cessazione delle garanzie territoriali previste dagli accordi di Monaco: la mattina del 15 marzo il presidente cecoslovacco Hácha fu convocato al cospetto di Hitler e messo di fronte a un diktat, dovendo accettare l'imposizione di un regime di "protezione" della Germania sulle Terre ceche pur di evitare un'immediata invasione del paese da parte dei tedeschi. Truppe della Wehrmacht occuparono Praga quello stesso 15 marzo, e il giorno seguente Hitler proclamò l'istituzione di un Protettorato di Boemia e Moravia assoggettato alla Germania; la sottomissione dell'ormai ex Cecoslovacchia fu completata il 18 marzo, quando il neonato governo slovacco avviò trattative per la stipula di un trattato di protezione con la Germania.
Gli ungheresi erano bene informati delle azioni dei tedeschi e, il 14 marzo, emisero un ultimatum al morente governo di Praga pretendendo l'immediato ritiro di tutte le truppe cecoslovacche dalla Rutenia subcarpatica: la proclamazione dell'indipendenza della Slovacchia aveva portato a un collasso dell'ordine pubblico nella regione e ad attacchi alla minoranza ungherese da parte della milizia autonomista rutena. Il governo di Praga non rispose all'ultimatum, quello stesso 14 marzo vi furono scontri di frontiera tra truppe cecoslovacche e ungheresi nei pressi di Mukačevo; questo diede a Budapest l'atteso pretesto per invadere il 15 marzo la Rutenia, che quello stesso giorno aveva formalmente proclamato la sua indipendenza dalla Cecoslovacchia. Le truppe regolari cecoslovacche opposero una resistenza poco determinata e si ritirarono dopo un paio di giorni di brevi scontri, mentre le milizie rutene erano troppo disorganizzate per potersi opporre ai reparti ungheresi; entro il 18 marzo l'intera regione era stata occupata e formalmente annessa all'Ungheria.
L'Ungheria riconobbe formalmente il nuovo Stato slovacco già il 15 marzo, ma questo non significava che il governo di Budapest fosse soddisfatto della sistemazione dei confini tra le due nazioni; quello stesso 15 marzo, anzi, truppe slovacche dovettero respingere con le armi un tentativo degli ungheresi di occupare un'altura strategica nei pressi di Užhorod e, per tutta risposta, i villaggi slovacchi di Nižné Nemecké e Vyšné Nemecké, lungo la frontiera tra Slovacchia e Rutenia, furono bombardati dall'artiglieria magiara, causando la morte di 13 civili locali. Il 17 marzo il ministero degli Esteri di Budapest comunicò ai suoi omologhi di Berlino l'intenzione di negoziare al più presto un aggiustamento della frontiera con la Slovacchia indipendente: la pretesa degli ungheresi si basava sul fatto che il confine tra Slovacchia e Rutenia non fosse in origine una frontiera internazionalmente riconosciuta, ma solo una divisione amministrativa interna della Cecoslovacchia, e che in generale le popolazioni rutene insediate nella Slovacchia orientale dovessero essere poste sotto la protezione dell'Ungheria. Più concretamente, gli ungheresi puntavano a spostare quanto più possibile verso ovest il confine tra Slovacchia e Rutenia, al fine di mettere in sicurezza la linea ferroviaria che da Užhorod dirigeva al confine polacco correndo lungo la sponda del fiume Už, nuova frontiera tra i due Stati; inoltre, gli ungheresi puntavano ad ampliare l'estensione del loro confine a nord con la Polonia, un alleato di Budapest nei recenti eventi dello smembramento della Cecoslovacchia, e a disperdere i resti delle milizie rutene riparati in territorio slovacco dopo l'occupazione della regione.
I tedeschi acconsentirono a questo nuovo cambio dei confini e il governo slovacco dovette piegarsi con riluttanza a questa imposizione: il 18 marzo, in occasione della firma slovacca del trattato di protezione con la Germania, fu riunita a Vienna una commissione incaricata di tracciare il nuovo confine tra Slovacchia e Ungheria in Rutenia e vi fu una conseguente interruzione delle scaramucce militari in corso tra le due nazioni; la commissione concluse i suoi lavori il 22 marzo, e la prospettiva di una soluzione pacifica della contesa portò gli slovacchi a ridurre il loro stato di allerta militare al confine. Gli ungheresi non erano invece dello stesso avviso: il trattato di protezione tra Germania e Slovacchia sarebbe entrato in vigore solo dopo la firma dei rappresentanti tedeschi, prevista per la mattina del 23 marzo, il che concedeva agli ungheresi una finestra di tempo per estorcere agli slovacchi ulteriori concessioni territoriali; secondo Budapest, del resto, i tedeschi non si sarebbero certo opposti a modifiche territoriali verificatesi prima dell'effettiva entrata in vigore del trattato. Nelle ultime ore del 22 marzo, circa sei ore prima della firma del trattato di protezione da parte del ministro degli esteri tedesco von Ribbentrop, le unità ungheresi ricevettero l'ordine di muovere all'attacco nella Slovacchia orientale; 30 minuti prima dell'inizio dell'azione gli ungheresi ne avevano dato notizia ai tedeschi con una nota ufficiale inviata a Berlino.

## Forze in campo

### Slovacchia

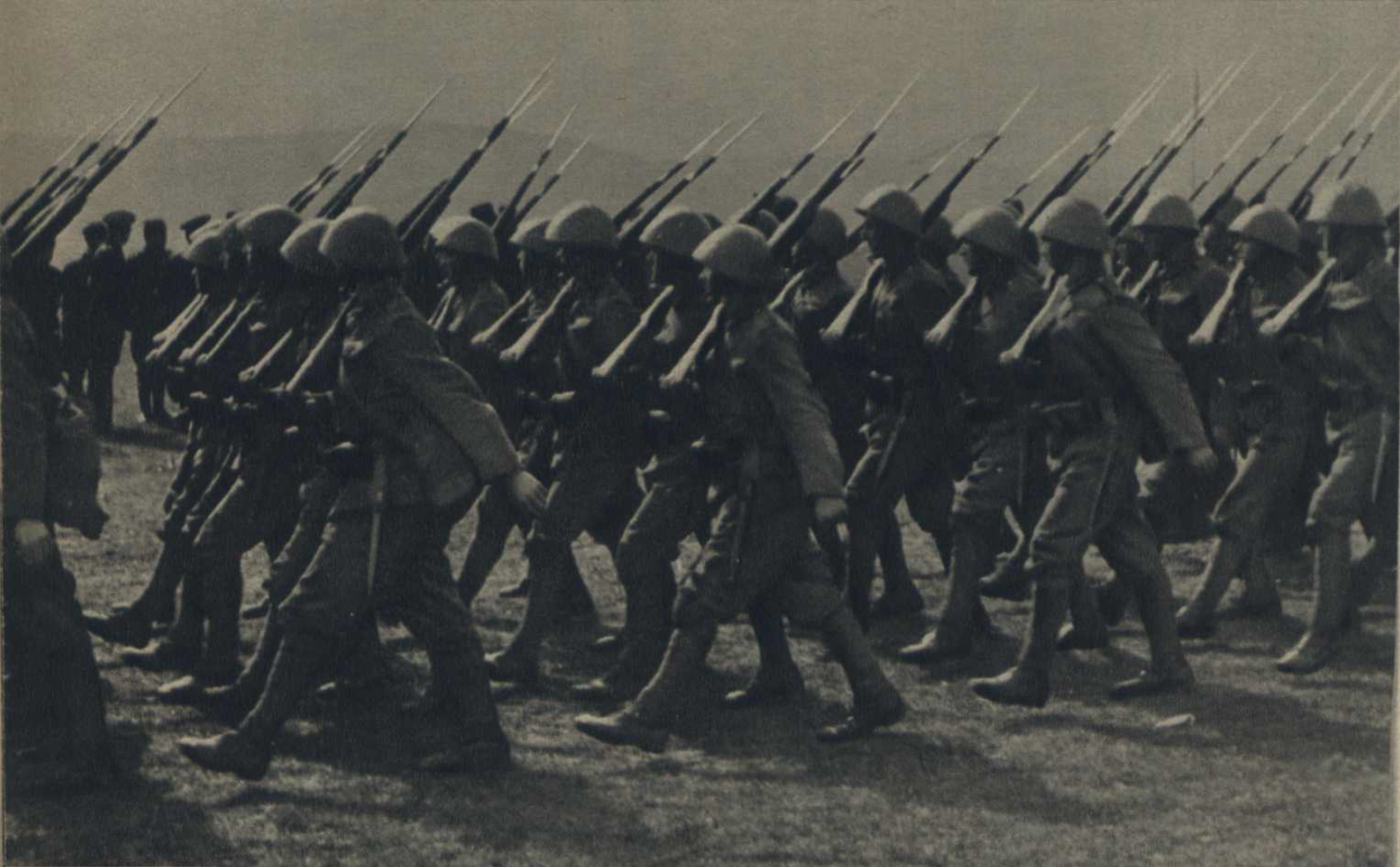
Un gruppo di soldati slovacchi sfila in parata nell'ottobre 1939

Il conflitto colse gli eserciti delle due nazioni nel bel mezzo di una fase di riorganizzazione; l'Esercito slovacco (Pozemné sily Slovenskej republiky), in particolare, si trovava praticamente in una fase di costruzione da zero e doveva affrontare notevoli problemi organizzativi. La base di partenza era nondimeno molto solida, visto che gli slovacchi potevano attingere a quanto lasciato loro in dote dalla disciolta Cecoslovacchia: l'Esercito cecoslovacco (Československá armáda) aveva avuto a disposizione una forza considerevole, con un livello di addestramento ed equipaggiamenti assolutamente in linea con i più alti standard delle nazioni europee dell'epoca; la Slovacchia stessa ospitava inoltre diversi depositi di armamenti, già collocati al sicuro da eventuali attacchi tedeschi alle Terre ceche. Il contributo della Slovacchia all'esercito comune era tuttavia tradizionalmente modesto: nel 1935 solo un 14% circa degli effettivi delle forze armate era composto da slovacchi, una percentuale nettamente inferiore a quella dei cechi (52%) e finanche a quella dei tedeschi dei Sudeti (22%). Provenienti da una regione prevalentemente agricola e relativamente arretrata, le reclute slovacche scontavano bassi livelli di istruzione che precludevano loro l'accesso alle accademie militari e quindi agli alti gradi delle forze armate: nel 1937 gli slovacchi rappresentavano solo un 3,9% del corpo ufficiali dell'Esercito e, per quanto alcuni slovacchi avessero incarichi di rilievo nello stato maggiore delle forze armate o negli organi del ministero della difesa, un solo ufficiale slovacco aveva raggiunto il grado di generale (Rudolf Viest). In linea di massima, gli slovacchi avevano la reputazione di componente meno entusiastica e meno efficiente dell'esercito comune.
Nel marzo 1939 la Slovacchia era difesa da tre corpi d'armata dell'Esercito cecoslovacco (il V, VI e VII Corpo), con un totale di sei divisioni di fanteria e una "divisione mobile" (unità mista di cavalleria, fanteria motorizzata e veicoli blindati). Questo schieramento era però imponente solo sulla carta, visto che molte unità erano sotto organico a causa della smobilitazione dei reparti disposta dopo la stipula degli accordi di Monaco; subito dopo la proclamazione della Repubblica slovacca, inoltre, la maggior parte degli effettivi di origine ceca lasciò i ranghi e fece ritorno alle terre d'origine. Il 15 marzo il neopromosso tenente generale Augustín Malár assunse il comando del VI Corpo d'armata, responsabile della difesa della Slovacchia orientale. Il corpo si trovava in una situazione pietosa: dopo l'arbitrato di Vienna l'unità aveva dovuto sgombrare non solo le sue solide fortificazioni difensive al confine con l'Ungheria, ma anche il suo quartier generale, trasferito da Košice a Prešov; lo stato maggiore fu decimato alla proclamazione dell'indipendenza, quando 120 ufficiali cechi rassegnarono in blocco le dimissioni, lasciando in servizio solo otto ufficiali slovacchi. La 12ª Divisione fanteria, stazionata in Rutenia, aveva dovuto affrontare l'invasione ungherese della regione e, dopo essersi ritirata in Slovacchia, si era completamente dissolta quando i soldati cechi che la componevano avevano fatto ritorno a casa; le altre due divisioni del corpo (l'11ª e la 17ª Divisione fanteria) erano state parimenti decimate dall'uscita dai ranghi dei soldati cechi, con reggimenti scesi a 70-150 effettivi rispetto agli originari 2500-3000. Per compensare le carenze di organico il 15 marzo il governo slovacco ordinò la mobilitazione di cinque classi di riservisti, ma occorreva tempo per poter equipaggiare e inquadrare queste truppe; similmente, il rimpatrio dei soldati slovacchi dislocati nelle Terre ceche procedeva a rilento a causa dell'intasamento delle reti ferroviarie, impegnate contemporaneamente a trasferire verso ovest i ben più numerosi smobilitati cechi.

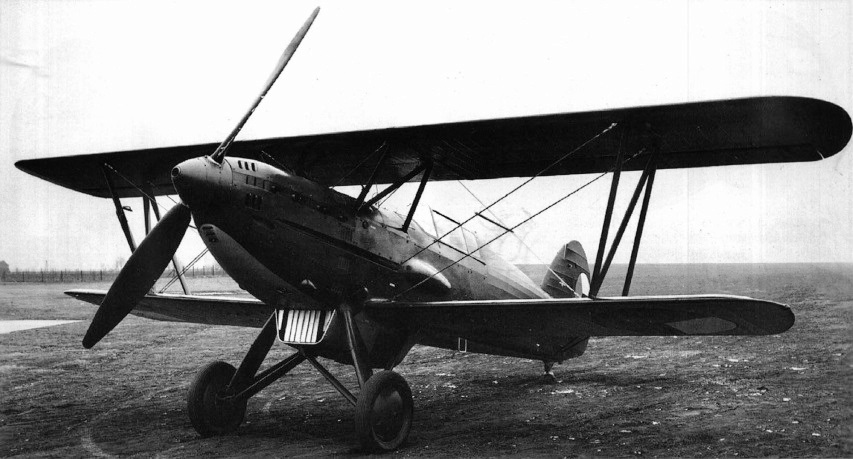
Un caccia Avia B-534, qui ancora con i contrassegni dell'aeronautica cecoslovacca

La Slovacchia ereditò un considerevole parco di artiglieria con quasi 600 bocche da fuoco di ogni calibro, il quale tuttavia era quasi inutilizzabile visto che gran parte degli effettivi dei reggimenti di artiglieria era ceco e si dimise dal servizio alla proclamazione dell'indipendenza. Simile la situazione per quanto riguardava i veicoli blindati: la 3ª Divisione mobile nella Slovacchia occidentale aveva un nutrito parco di carri armati e autoblindo moderne, ma dopo la partenza dei cechi il suo reggimento corazzato rimase con 10 ufficiali sui 60 originari e 222 sottufficiali e soldati sugli 821 originari, al punto da rendergli impossibile muovere verso il teatro operativo a est. L'unico reparto blindato disponibile nella Slovacchia orientale era un gruppo corazzato improvvisato con otto autoblindo OA vz. 30 e nove carri armati leggeri LT vz. 35: l'unità era stata appena evacuata dalla Rutenia dopo aver affrontato gli ungheresi e, prima di lasciare i ranghi, gli equipaggi cechi avevano sabotato tutti i veicoli disponibili. Per rimpiazzare gli equipaggi erano stati inviati nuovi effettivi slovacchi tratti da un battaglione di telegrafisti, privi di qualsiasi esperienza in fatto di veicoli blindati; fortunatamente, poco prima dell'attacco ungherese era arrivato un tenente slovacco dotato di un minimo di preparazione, il quale riuscì a mettere in campo il 24 marzo una prima compagnia blindata con cinque autoblindo OA vz. 30.
La neonata Aeronautica militare slovacca (Slovenské vzdušné zbrane) ereditò dalle disciolte forze aeree cecoslovacche circa 300 velivoli di vario tipo, per quanto con un'alta percentuale di apparecchi obsoleti o destinati primariamente all'addestramento; la situazione del personale rifletteva quella delle forze di terra, con un'alta percentuale di piloti e personale tecnico di terra che si dimise dal servizio in quanto di origine ceca. Al momento dell'attacco ungherese erano dislocati, nella base di Spišská Nová Ves nella Slovacchia orientale, due squadroni da caccia con circa venti Avia B-534 e due squadroni da osservazione con circa venti ricognitori Letov Š-328, impiegabili anche come bombardieri leggeri; ciascuno di questi squadroni aveva in servizio non più di sei piloti addestrati, anche se nel corso del conflitto arrivarono rinforzi dai reparti dislocati a Žilina e Piešťany nella Slovacchia occidentale.

### Ungheria

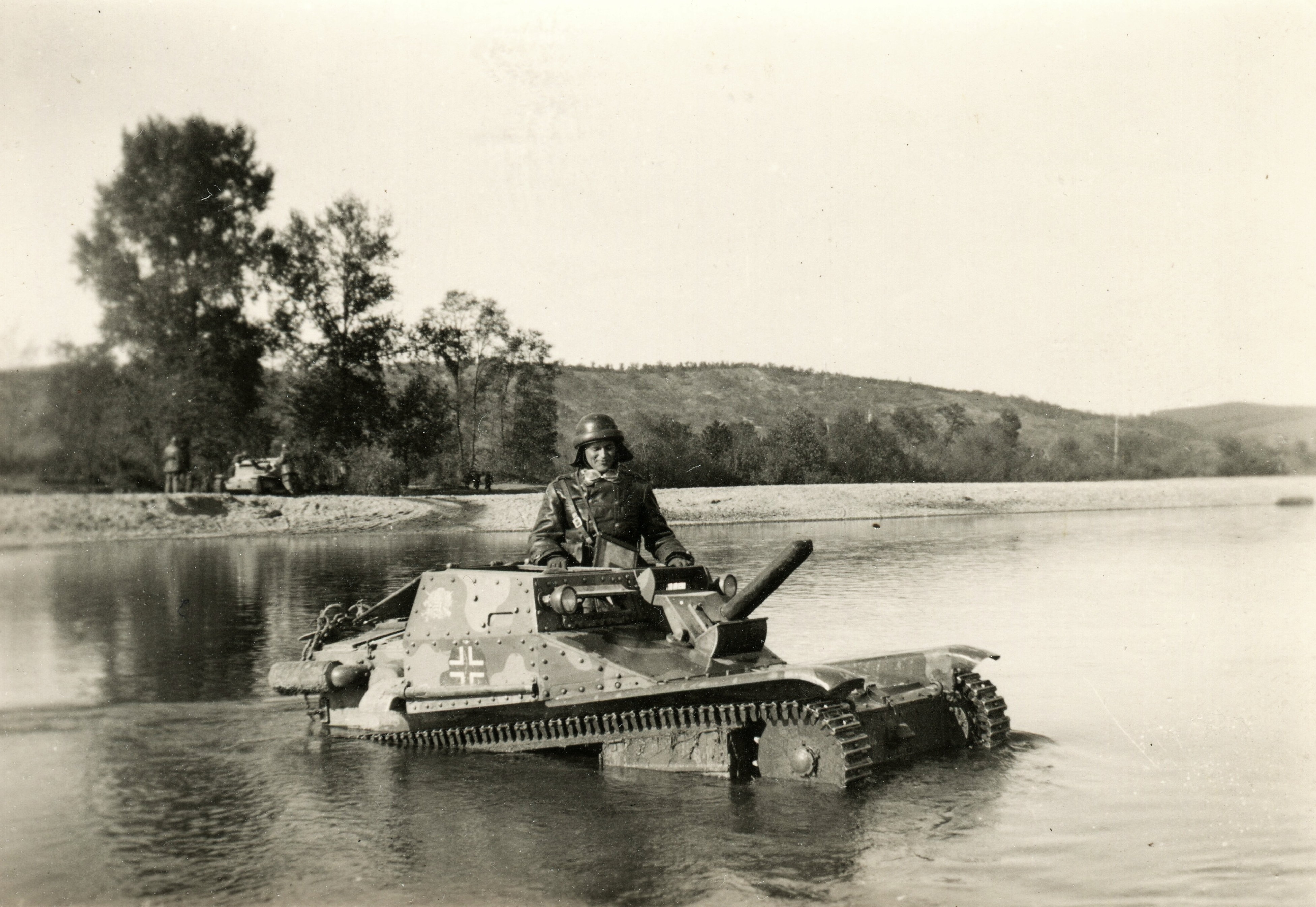
Una tankette CV35 ungherese guada un fiume durante un'esercitazione

Oltre a imporre ampie cessioni territoriali, il trattato del Trianon del 4 giugno 1920 aveva previsto per l'Ungheria anche gravose condizioni in campo militare: al Regio esercito ungherese (Magyar királyi honvédség) fu consentito di mantenere non più di 35000 uomini in servizio volontario distribuiti tra sette brigate di fanteria e due di cavalleria, senza unità organiche di livello superiore ed equipaggiati solo con 245 pezzi d'artiglieria leggera e non più di una dozzina di autoblindo; la coscrizione militare fu proibita come pure la costruzione e il possesso di artiglieria pesante, anticarro o antiaerea, di carri armati e aerei da combattimento, facendo dell'esercito una forza buona più che altro per il mantenimento dell'ordine interno. Una vera riorganizzazione delle forze terrestri magiare non ebbe inizio se non dopo il 1927, quando venne meno il sistema di controllo imposto dai vincitori della prima guerra mondiale: fu introdotto un sistema di addestramento pre-militare per la popolazione maschile abile al servizio, e dal 1935 si iniziarono ad acquistare dall'alleata Italia categorie di armamenti prima proibite come artiglieria pesante, carri armati e aerei. Un vero e proprio programma di espansione e modernizzazione delle forze armate, da attuarsi in un arco di cinque anni, fu infine approvato nel marzo 1938: il piccolo esercito esistente funse da quadro addestrato per una massiccia espansione dei ranghi tramite il ripristino della coscrizione obbligatoria, con le originarie sette brigate di fanteria trasformate in altrettanti comandi di corpo d'armata ciascuno con in organico tre nuove brigate di fanteria; furono inoltre aggiunte all'organico due nuove brigate motorizzate, equipaggiate con i mezzi blindati in servizio. 
Al momento dell'occupazione della Rutenia e dell'attacco alla Slovacchia nel marzo 1939 l'Esercito ungherese era ancora in piena fase di transizione, con una gran massa di personale poco formato inquadrato però da un piccolo nucleo di unità professionali e altamente addestrate. Una considerevole percentuale delle unità migliori fu impiegata nelle operazioni, riunita in un "Gruppo dei Carpazi" sotto il comando del maggior generale András Littay e comprendente il grosso del VII Corpo d'armata e delle unità motorizzate dell'esercito. In vista delle operazioni contro la Slovacchia, le unità ungheresi in Rutenia erano state riorganizzate in tre raggruppamenti principali: il primo, dislocato nella zona di Velykyi Bereznyi e Malyi Bereznyi a nord, comprendeva la 9ª Brigata fanteria e la 1ª Brigata cavalleria; il secondo, collocato al centro tra Severne e Užhorod, comprendeva la 7ª e la 24ª Brigata fanteria e la 2ª Brigata motorizzata; il terzo, collocato a sud tra Užhorod e Južne, schierava l'8ª Brigata fanteria e la 2ª Brigata cavalleria. Il parco veicoli corazzati era molto più numeroso di quello a disposizione degli slovacchi, anche se con veicoli più obsoleti e molto meno armati: le due brigate di cavalleria avevano in organico ciascuna 24 tankette italiane CV35, mentre la 2ª Brigata motorizzata schierava altri 22 CV35 oltre a cinque obsoleti carri leggeri Fiat 3000 italiani e tre autoblindo Crossley 29M di origine britannica.

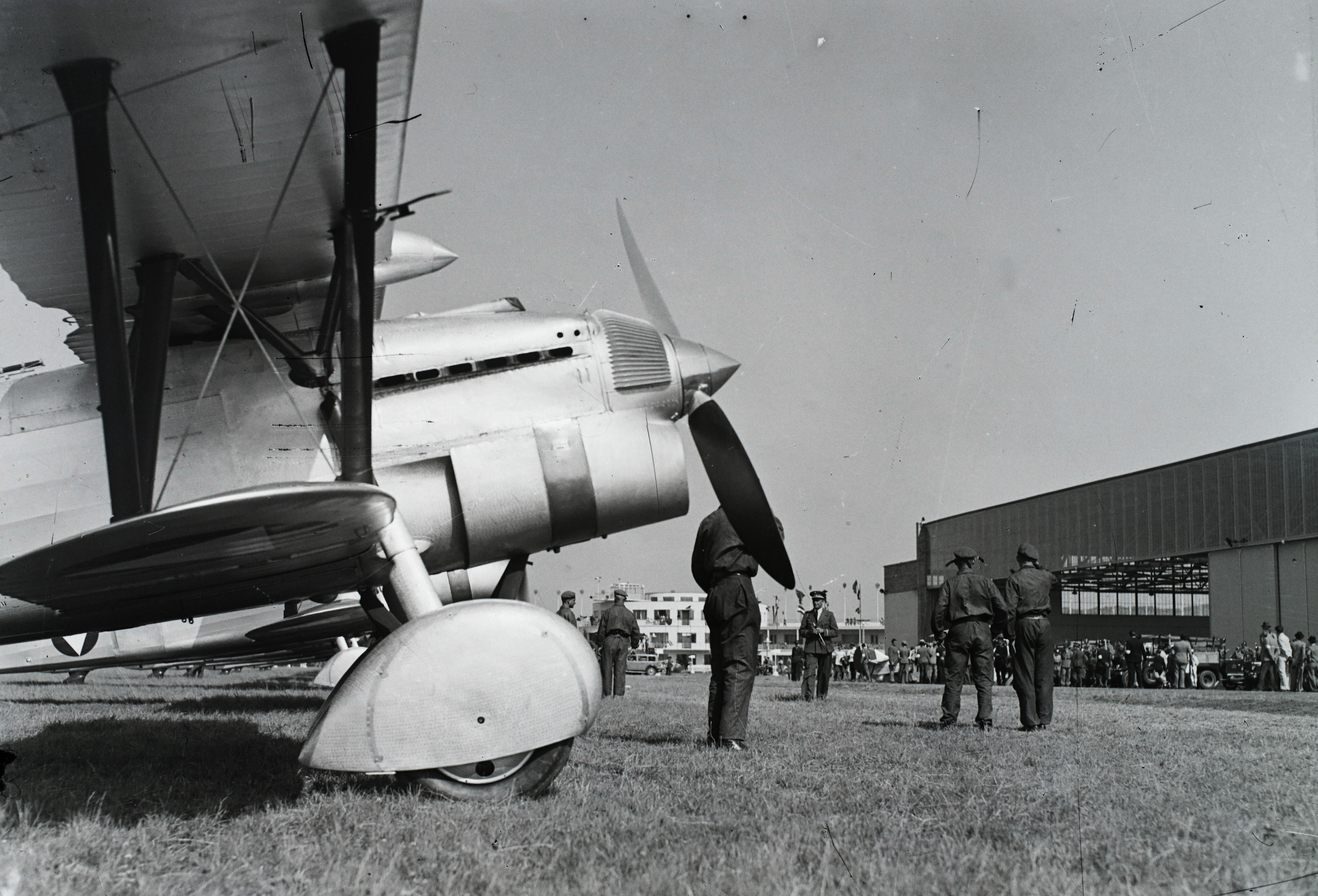
Caccia Fiat C.R.32 in mostra in una base aerea ungherese nel 1937

La ricostruzione dell'aviazione militare ungherese (Magyar légierő) fu a lungo ostacolata dalle commissioni di controllo del trattato del Trianon, che imposero lo smantellamento di qualsiasi risorsa aeronautica rimasta all'Ungheria dopo la prima guerra mondiale e che si opposero a lungo anche alla costruzione di un'aeronautica civile. La rifondazione iniziò nel gennaio 1920 con l'attivazione segreta di un dipartimento per l'aviazione presso il ministero dei Trasporti, seguito da un ufficio aviatorio per il ministero della Difesa nell'aprile 1924; l'espansione della piccola forza aerea ungherese procedette a rilento anche per via delle difficoltà economiche della nazione, ma conobbe un incremento dalla metà degli anni 1930 grazie all'aiuto dell'Italia e poi della Germania. La costituzione dell'aeronautica militare ungherese come nuova forza armata della nazione fu infine annunciata pubblicamente il 1º gennaio 1938, quando l'Ungheria aveva ormai ripudiato i vincoli dei trattati e avviato apertamente il suo riarmo. Nel marzo 1939, al momento dell'attacco alla Slovacchia, la Magyar légierő aveva in servizio due gruppi da combattimento: un gruppo da bombardamento su tre squadroni, ciascuno con nove bombardieri Junkers Ju 86 di costruzione tedesca, e un gruppo da caccia sempre su tre squadroni da nove apparecchi ciascuno, equipaggiato con caccia Fiat C.R.32 di provenienza italiana; i bombardieri erano tutti dislocati a Debrecen, mentre gli squadroni da caccia erano stati collocati nelle basi avanzate di Užhorod e Čop in Rutenia e di Miskolc nel nord dell'Ungheria. Un gruppo da ricognizione a lungo raggio, equipaggiato con nove ricognitori Heinkel He 170, era invece dislocato a Kecskemét.

## La guerra

### Operazioni terrestri

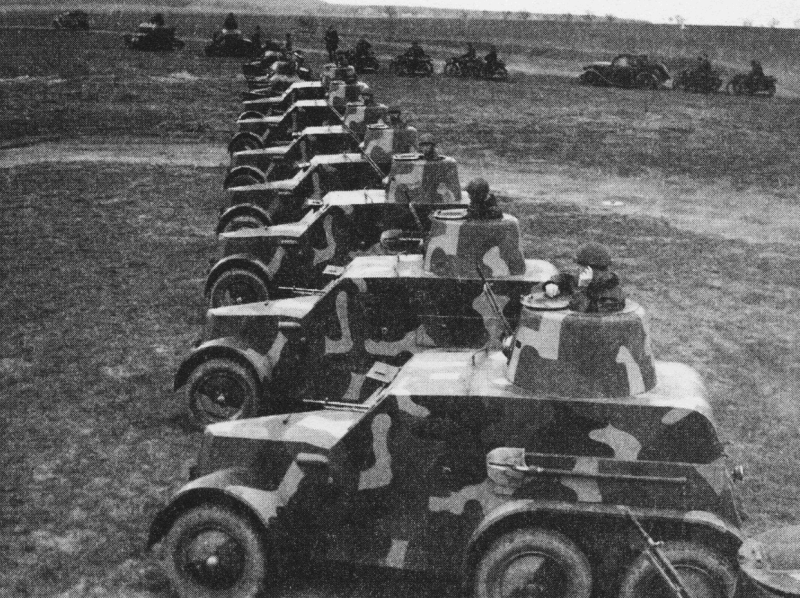
Uno schieramento di autoblindo cecoslovacche OA vz. 30 nel 1937

Le unità ungheresi si misero in marcia verso la frontiera slovacca nella notte tra il 22 e il 23 marzo: poco dopo la mezzanotte un reparto ungherese irruppe nell'abitato di Ubľa e vi fece prigioniera un'intera compagnia del 16º Reggimento fanteria slovacco, colta completamente di sorpresa. L'attacco ungherese si sviluppò lungo due direttrici principali, a nord da Velykyi Bereznyi in direzione di Ulič e a sud da Vyšné Nemecký e Užhorod in direzione di Sobrance: il raggruppamento settentrionale era diviso in due colonne, con la prima in movimento da Velykyi Bereznyi con un reggimento di fanteria e una seconda in marcia da Malyi Bereznyi con un secondo reggimento di fanteria più alcuni veicoli blindati in supporto; il raggruppamento meridionale mosse invece in una massa compatta con due reggimenti di fanteria supportati da veicoli blindati e artiglieria. Entro la mattina di quello stesso 23 marzo il raggruppamento settentrionale ungherese era avanzato in profondità, passando per Ubľa fino a raggiungere il villaggio di Kolonica poco a est della cittadina di Stakčín; il raggruppamento meridionale mosse incontrastato attraverso Tibava fino a Sobrance, prima di fermarsi dopo essersi imbattuto nelle prime difese slovacche circa 4 chilometri a ovest di quest'ultima. Entro la fine del 23 marzo il raggruppamento meridionale ungherese si era attestato lungo la riva del fiume Okna su una linea da Remetské Hámre a nord a Blatné Remety a sud passante per i villaggi di Ruskovce, Jasenov e Bunkovce, fronteggiando le unità slovacche che erano disposte più a ovest nei pressi di Závadka.
Colti di sorpresa, i reparti slovacchi erano stati riorganizzati in due raggruppamenti, designati con i nomi delle città di riunione. A nord il maggiore Matejka assunse la guida del Gruppo "Stakčín" mettendo assieme un battaglione di fanteria e una o due batterie di artiglieria; a sud Štefan Haššík, segretario della sezione locale del Partito Popolare Slovacco e capitano della riserva, organizzò il Gruppo "Michalovce" riunendo un battaglione rinforzato di fanteria, parte di un battaglione di genieri e una batteria di artiglieria. I rinforzi erano in marcia: il 25 marzo unità del 41º Reggimento fanteria e una batteria di artiglieria rinforzarono le posizioni del Gruppo "Michalovce", seguite il 26 marzo da parte del 7º e del 17º Reggimento fanteria e da un'altra batteria del 202º Reggimento artiglieria; un terzo raggruppamento di forze slovacche andava intanto organizzandosi a Prešov per fronteggiare le unità ungheresi dislocate a Košice e prevenire attacchi alla Slovacchia sud-orientale. La presenza di due brigate ungheresi a Komárno vicino alla capitale Bratislava, come pure di ulteriori unità magiare a nord-est di Budapest a poca distanza dal confine, costringeva però gli slovacchi a trattenere diversi reparti in posizione difensiva per proteggere la Slovacchia occidentale da attacchi nemici; inoltre, vi era solo una linea ferroviaria che collegava Bratislava con il resto del paese senza passare attraverso il territorio occupato da tedeschi o ungheresi: la linea si interrompeva a Prešov, obbligando i reparti a proseguire su strada verso Vranov nad Topľou e quindi Michalovce.
Un ufficiale professionista, il maggiore Kubíček, arrivò a Michalovce la sera del 23 marzo e rilevò dal comando l'aggressivo ma inesperto capitano Haššík; nonostante la confusione causata dalle procedure di mobilitazione e dalla mancanza di ufficiali, il maggiore Kubíček ritenne di avere abbastanza truppe sottomano per tentare un contrattacco contro le postazioni ungheresi. Alle 05:30 del 24 marzo la compagnia di cinque autoblindo OA vz. 30 appena rimesse in sesto arrivò da Prešov a Michalovce, e Kubíček la spinse in avanti in ricognizione fino a Budkovce, 15 chilometri a sud-est di Michalovce, dove tuttavia non furono rilevati reparti ungheresi; le autoblindo furono quindi richiamate e poste alla testa di un gruppo di fanteria inviato al contrattacco in direzione est. Con le autoblindo che muovevano lungo la strada e la fanteria spiegata nella campagna ai lati, gli slovacchi attaccarono quindi gli avamposti ungheresi a est di Závadka: gli ungheresi dovettero abbandonare le loro posizioni e ripiegare sulla principale linea di resistenza lungo la sponda del fiume Okna, di fronte al villaggio di Nižná Rybnica. Il contingente di autoblindo e fanteria slovacca continuò l'avanzata spingendosi verso i villaggi di Úbrež e Vyšné Revištia, e alle 22:00 sferrò un attacco frontale alle posizioni ungheresi a Nižná Rybnica: avanzando in campo aperto, gli slovacchi furono accolti da un pesante fuoco di artiglieria che ne smorzò l'assalto. Un'autoblindo fu danneggiata e una seconda messa fuori combattimento dai cannoni ungheresi, mentre i fanti slovacchi, guidati da ufficiali che non conoscevano e senza un addestramento comune di reparto, si fecero prendere dal panico e si diedero alla fuga, in qualche caso non fermandosi se non dopo essere giunti a Michalovce; le autoblindo superstiti coprirono il disordinato ripiegamento della fanteria e impedirono agli ungheresi di inseguire gli slovacchi in rotta.
Un secondo reparto corazzato slovacco con quattro OA vz. 30, tre carri leggeri LT vz. 35 e una sezione di cannoni anticarro da 37 mm raggiunse Michalovce nel pomeriggio del 24 marzo e, la mattina seguente, il maggiore Kubíček lo inviò ad aiutare la fanteria a consolidare le sue posizioni. La sezione anticarro si spinse troppo in avanti, cadde in un'imboscata ungherese e venne fatta prigioniera; carri e autoblindo aiutarono comunque la fanteria slovacca a prendere possesso dei villaggi di Fekišovce, Hnojné, Nižná Revištia e Vyšné Revištia lungo la linea del fiume Okna. Entro il 25 marzo circa 15000 soldati slovacchi erano stati radunati nella zona di Michalovce, ma piani per ulteriori contrattacchi furono accantonati dopo notizie circa l'imminente stipula di un cessate il fuoco; le prospettive per un contrattacco di successo erano comunque scarse, visto che gli ungheresi avevano avuto tutto il tempo per trincerarsi sulla sponda orientale dell'Okna e rinforzare le loro posizioni con cannoni anticarro.
Contemporaneamente alle azioni lungo l'Okna, anche nel settore settentrionale si erano avuti pesanti combattimenti. Il Gruppo "Stakčín" slovacco sferrò un contrattacco la mattina del 24 marzo contro le postazioni ungheresi nella zona di Kolonica, ma fu fermato e respinto sulle posizioni di partenza; gli ungheresi contrattaccarono quindi a loro volta nelle ore seguenti, impossessandosi del rilievo di Quota 287 a est di Stakčín. Una compagnia di fanteria da montagna slovacca riuscì ad aggirare le posizioni ungheresi e ad attaccare con successo la collina di Quota 287 da dietro, ma la situazione nell'area di Stakčín rimase confusa e frammentata fino all'annuncio dell'avvenuto cessate il fuoco.

### Operazioni aeree

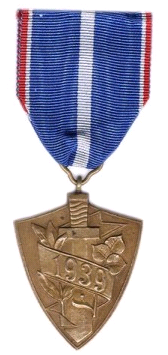
La Medaglia commemorativa per la difesa della Slovacchia nel 1939, conferita ai soldati slovacchi che presero parte alla "piccola guerra" contro l'Ungheria e all'invasione slovacca della Polonia del 1939.

Entrambe le parti intrapresero missioni di ricognizione aerea sul teatro dei combattimenti fin dal 23 marzo, gli ungheresi con i loro He 170 operanti dalla base di Kécskemét e gli slovacchi con gli Š-328 della base di Spišská Nová Ves. Il primo giorno di guerra gli slovacchi dovettero lamentare l'abbattimento di due caccia B-534 ad opera del fuoco da terra; quello stesso giorno la contraerea ungherese rivendicò l'abbattimento anche di tre ricognitori Š-328.
Intensi combattimenti aerei si svolsero il 24 marzo. Scortati dai caccia B-534, gli Š-328 slovacchi furono impegnati in numerose missioni di bombardamento in appoggio alle unità sulla linea del fronte, scontrandosi varie volte con i caccia C.R.32 ungheresi decollati dalla base avanzata di Užhorod; lo squadrone di C.R.32 dislocato nella base di Čop aveva invece difficoltà a operare a causa del pessimo stato del campo di volo, allagato dal maltempo. Nell'arco di diciassette sortite di combattimento, gli slovacchi persero un bombardiere Š-328 e due caccia B-534, mentre un altro caccia B-534 fu costretto a un atterraggio di emergenza vicino a Sobrance e fu qui catturato dagli ungheresi. Nel corso del pomeriggio del 24 marzo una formazione di nove caccia C.R.32 ungheresi si avventò su un gruppo di tre Š-328 slovacchi scortati da tre caccia B-534: un Š-328 e tutti i caccia slovacchi furono abbattuti, con un secondo Š-328 costretto a compiere un atterraggio di emergenza. 
I bombardieri Ju 86 ungheresi della base di Debrecen compirono varie missioni in appoggio dei reparti a terra. Una formazione di dodici o quindici Ju 86 scortati da caccia C.R.32 eseguì il 24 marzo un attacco in massa contro la base aerea slovacca di Spišská Nová Ves: una decina circa di velivoli slovacchi venne danneggiata o distrutta al suolo e il personale di terra subì morti e feriti, ma la base non venne messa fuori combattimento e continuò a operare fino alla fine delle ostilità.
In generale le forze aeree ungheresi si rivelarono migliori delle loro controparti slovacche, imponendo una certa superiorità aerea sul teatro di guerra. In totale gli slovacchi riferirono la perdita nel conflitto di nove caccia B-534 e quattro ricognitori/bombardieri Š-328, con sette piloti uccisi in azione e uno preso prigioniero; le forze aeree ungheresi non riportarono invece perdite di velivoli nel corso della breve guerra.

## Conseguenze
L'Ungheria contava sull'acquiescenza della Germania per guadagnare quanto più terreno possibile nella Slovacchia orientale, ma i tedeschi reagirono duramente alla notizia dell'avvenuta invasione e minacciarono di inviare proprie truppe a proteggere l'integrità territoriale della Slovacchia se i reparti ungheresi non avessero immediatamente fermato la loro avanzata; il governo di Budapest sostenne che lo scopo della sua operazione fosse solo quello di "rettificare" la nuova frontiera tra le due nazioni e ordinò alle sue unità di porre termine all'offensiva. Un cessate il fuoco tra le due parti entrò in vigore la mattina del 26 marzo, ponendo fine ai tre giorni di combattimenti tra slovacchi e ungheresi; su pressione dei tedeschi, una commissione congiunta fu rapidamente riunita per delimitare l'andamento della nuova frontiera, concludendo i suoi lavori il 31 marzo dopo aver in pratica ratificato le avvenute conquiste territoriali ungheresi. Al termine del conflitto l'Ungheria ottenne il controllo di una fascia di territorio profonda dai 20 ai 30 chilometri rispetto al vecchio confine tra Rutenia e Slovacchia; il nuovo territorio incamerato da Budapest aveva una superficie di 1040 chilometri quadrati ed era abitato da circa 69000 persone, delle quali solo un 6% poteva essere considerato propriamente come "ungherese".
Entrambe le parti rivendicarono la vittoria nella breve guerra. Gli ungheresi poterono affermare di aver messo in sicurezza il nuovo confine con la Slovacchia e, in particolare, di aver conseguito pienamente il loro obiettivo di proteggere la linea ferroviaria che correva nella valle del fiume Už; gli slovacchi sostennero di aver resistito con successo all'invasione ungherese e di aver impedito un'avanzata molto più in profondità delle forze magiare, il cui obiettivo, secondo le autorità di Bratislava, sarebbe stato quello di occupare l'intera Slovacchia orientale fino all'altezza di Poprad. Nonostante gli enormi problemi di mobilitazione, addestramento, organizzazione ed equipaggiamento, il neonato esercito slovacco aveva affrontato il suo battesimo del fuoco senza dissolversi, concludendo dignitosamente le operazioni dopo un iniziale periodo di sbandamento.
Le perdite umane riportate dagli slovacchi nel conflitto ammontarono ufficialmente a 22 soldati uccisi in azione e alcune centinaia presi prigionieri; gli ungheresi rivendicarono di aver catturato in combattimento quattro tra carri e autoblindo slovacche, ma questi erano probabilmente veicoli cechi perduti nei precedenti scontri in Rutenia: l'unica autoblindo messa fuori combattimento negli scontri del 23-25 marzo fu recuperata dagli slovacchi nel corso dell'ultima notte di guerra. Le perdite ufficiali ungheresi nel conflitto ammontarono invece a 72 morti, 144 feriti e tre dispersi.